# DRA
DRA，全称为Dynamic Resolution Adaptation（直译为“动态分辨率自适应”），是由中国广州广晟数码技术有限公司开发、具有中国自主知识产权的音频编解码技术，同时也是广晟数码的注册商标。

## 特点
DRA技术可实现用较低的解码复杂度达到国际先进水平的压缩效率。在编解码过程中，信号通道保持24bit的精度，可支持的声道设置除了立体声、5.1环绕声、6.1环绕声和7.1环绕声之外，还为未来的音频技术发展预留了空间；同时可支持从8-192kHz间的标准采样频率，包括44.1kHz和48kHz。它对编码比特率没有明确限制，在具体应用时可根据信道带宽和音质要求等因素来设定。另外，DRA编码技术为中国主导的知识产权，专利授权模式简单，可节省相当规模的成本。

## 应用
目前DRA广泛应用于中国内地的地面数字电视（DTMB）、地面数字广播（CDR）和手持电视（CMMB）之中，“中央节目无线数字化覆盖工程”节目源全部采用了中国自主研发的AVS+和DRA标准。DRA标准已采纳为中华人民共和国国家标准（GB/T22726-2008），自2012年11月1日起，所有中国产数字电视接收设备被强制要求支持DRA解码。另外，蓝光光盘联盟（BDA）也在2009年采纳了这一标准。
可是於2017年，廣晟數碼技術有限公司對部份電視品牌進行專利訴訟，導致後來國內一些電視機停止了支持DRA格式解碼，對本來兼容性已經不好的DRA做成一大打擊。2024年6月12日起，國家廣播電視總局收更改中央無線地面及衛星數碼節目的音頻流格式，取消了DRA格式並陸續更改回MPEG-1 Audio Layer II，意味著此格式已於中國市場逐漸被淘汰。